# Tamagno
Ne doit pas être confondu avec Francesco Tamagno.
Francisco Nicolas Tamagno (Turin, 1862 - 1933), est un artiste peintre italien et un affichiste, actif en France entre 1880 et 1914.

## Parcours

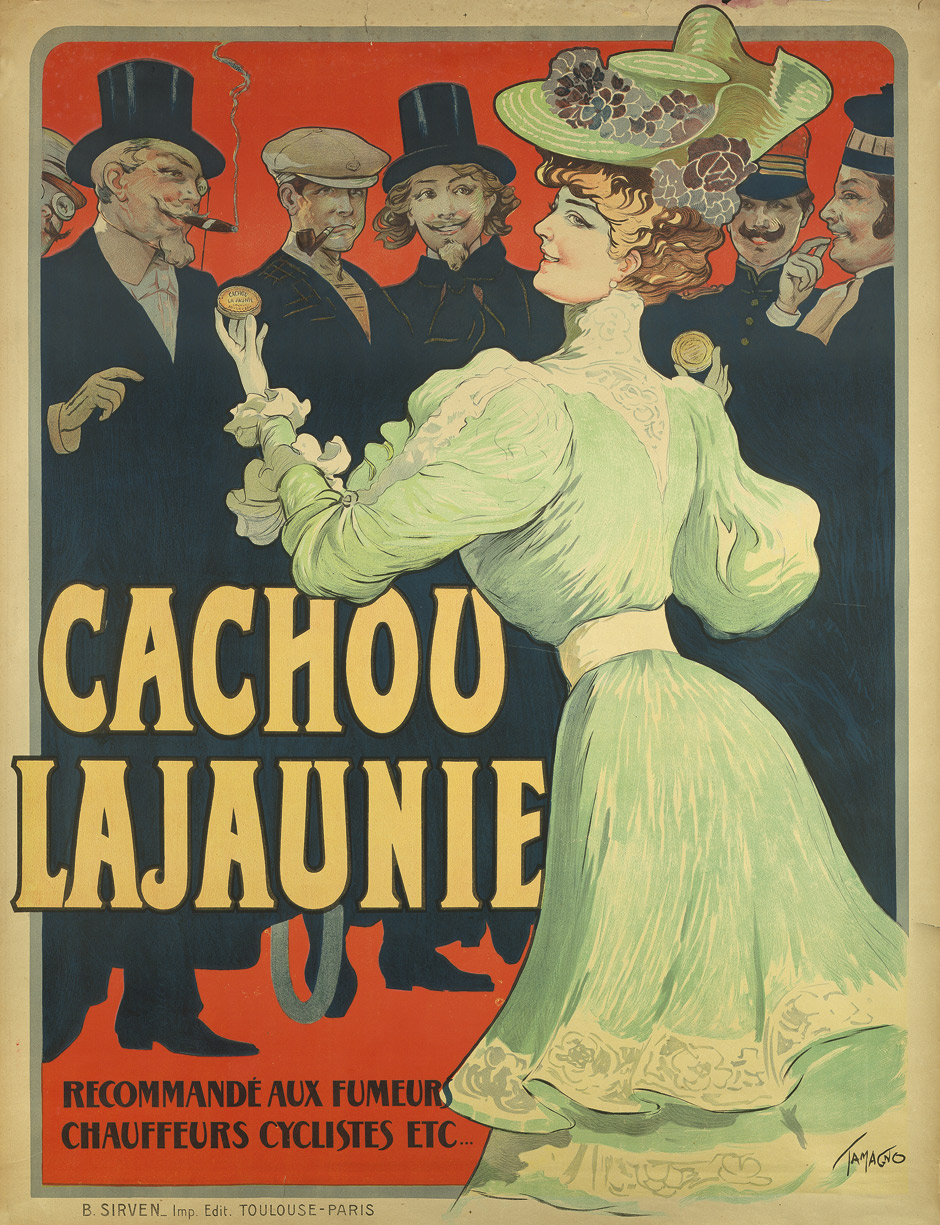
Affiche pour « Cachou Lajaunie » (1890).

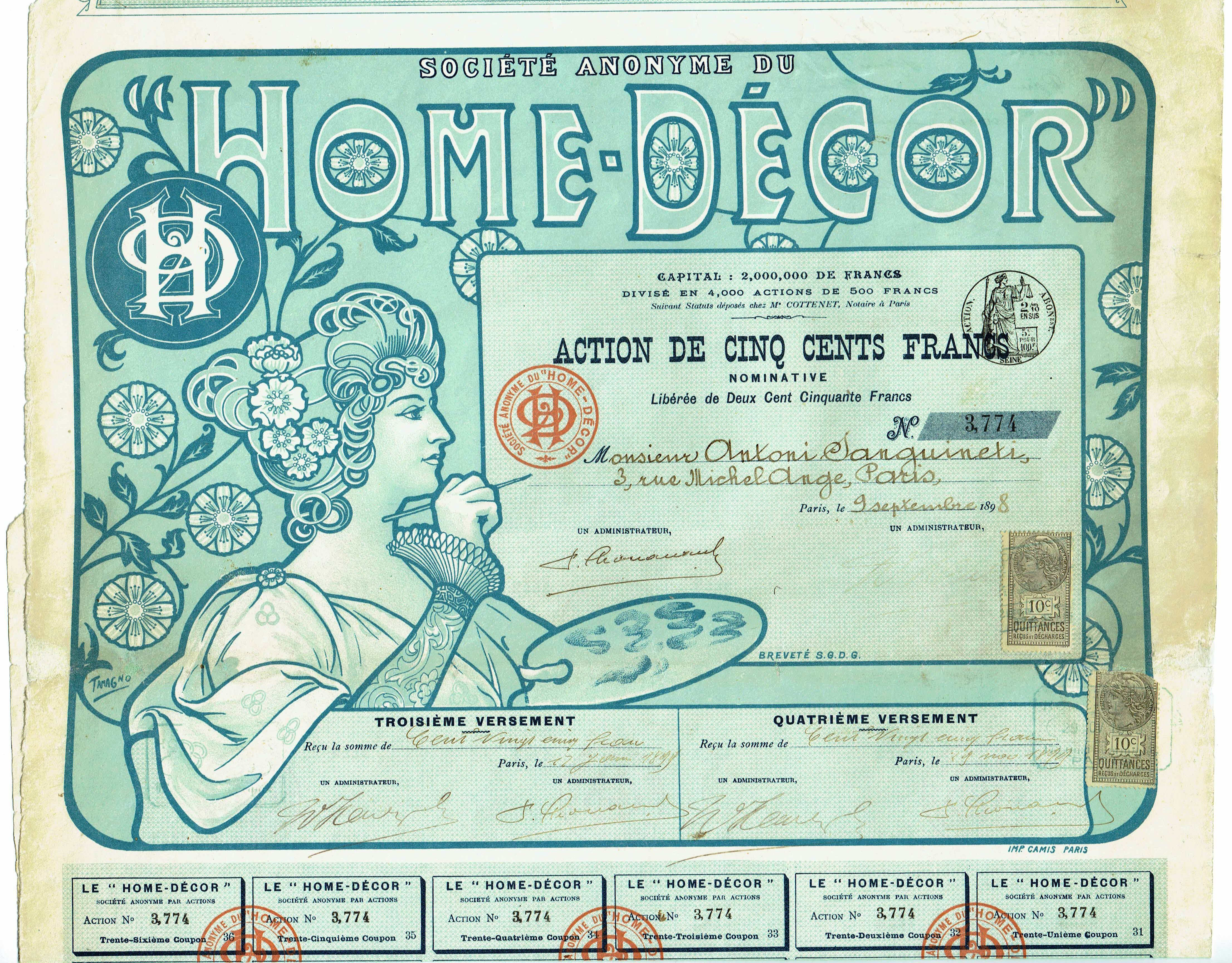
Action de la Société Anonyme du Home-Décor en date du 9 septembre 1898; conçu par Francisco Nicolas Tamagno.

Après s'être formé à Rome à l'aquarelle et à la lithographie vers 1870-1873, période durant laquelle il produit quelques affiches (imprimées à Rome et à Lyon), Francisco Nicolas Tamagno (son second prénom, Nicolas, est le prénom usuel) entre à l’École des beaux-arts de Paris.
Travaillant surtout avec l'imprimerie parisienne de Victor Camis située 58 rue Saint-Sabin, il reçoit un grand nombre de commandes et exécute entre 1890 et 1900, plus d'une centaine d'affiches d'une qualité graphique remarquable. En 1905, il passe chez l'imprimerie Gallice.
En 1898, il invente le « Pierrot » pour la marque Cointreau, en s'inspirant d'une photographie de Nadar du mime Najac, : son personnage publicitaire sera utilisé pendant 50 ans.
Tamagno réalise après 1918 encore quelques affiches pour des magasins (Confections pour dames, Roubaix) ou le cinéma (Judex, Quatre-vingt treize), imprimées chez Delattre (Paris).

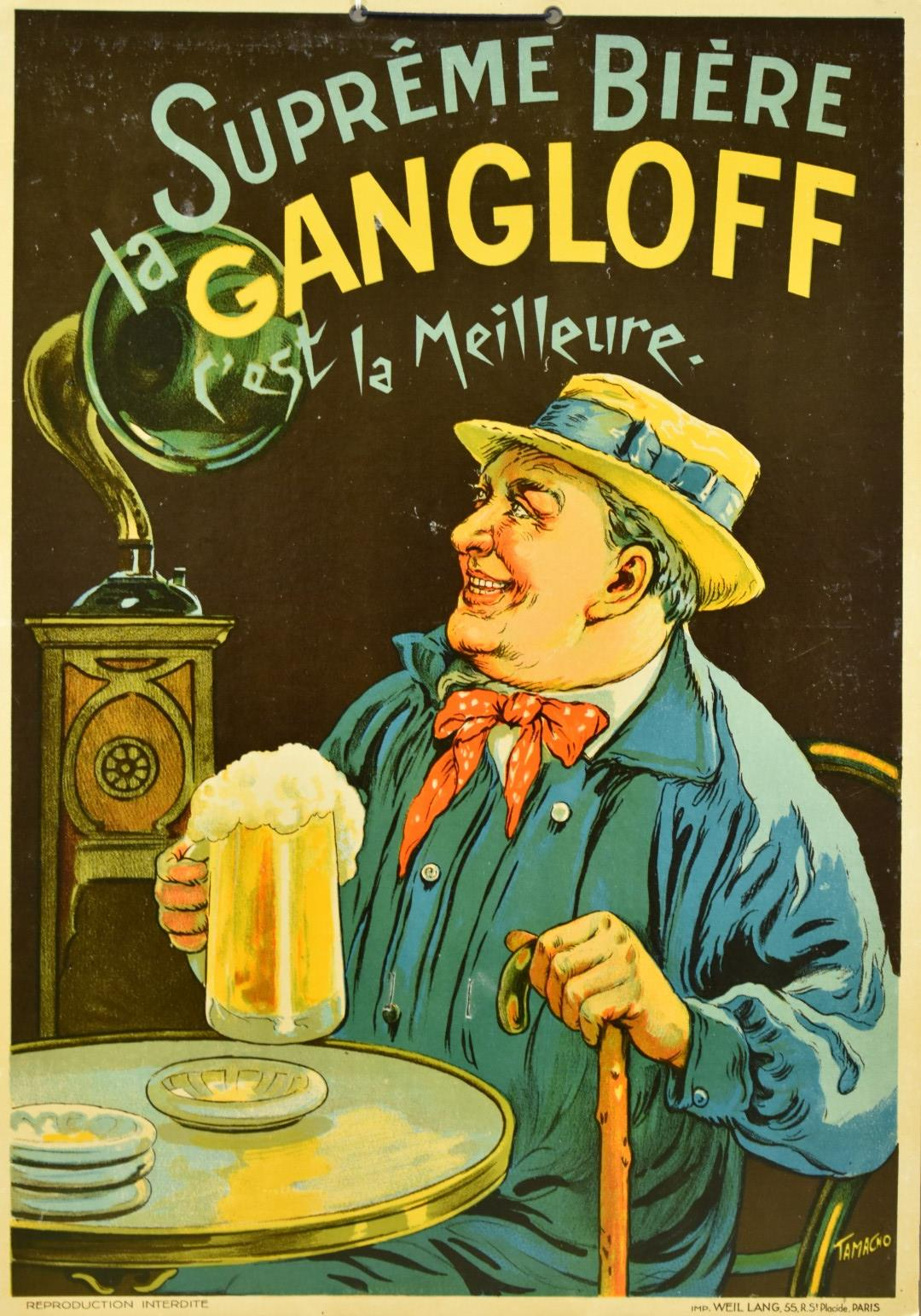
Affiche pour la bière Gangloff.

Son fils Maurice Tamagno, également affichiste, signe probablement « ses œuvres du monogramme MT, le T reposant au centre du M ».

## Affiches notoires
- Absinthe Cusenier oxygénée c'est ma santé
- Bière de Ville-sur-Illon
- Brasserie La Rémoise de F. Veith
- Brasserie Gangloff de Besançon
- Cachou Lajaunie (c. 1890), imprimerie Devambez
- Chably, apéritif digestif
- Chamonix Mont-Blanc - PLM
- Champagne Ayala - Damme de Pique (1910)
- Champagne Pétrot-Bonnet
- Champagne Paul Ruinart
- Chemins de fer de l’État - Bassins de mer de Royan (1895)
- Cointreau (Pierrot, 1898)
- Comité des fêtes - Carnaval de Nice (1898)
- Cycles Automoto Saint-Étienne
- Cycles Wonder merveille de précision
- Demandez un Marra, apéritif sans rival
- Été à Ostende
- Exposition de blanc à la place de Clichy
- Fred Febvre de la Comédie française
- Hella lampes Gaz
- Kina-Cadet, Union des distillateurs de France
- La Framboisette
- Le Cirque Rancy
- Le Vin Désiles, cordial régénérateur
- Lux Impérial (champagne)
- Nestor Portron Lons-le-Saunier
- Opéra Bijou 24 av. de l'Opéra Voilettes, Dentelles, Bijouterie
- Peugeot, sortie d'usine (1905)
- Peugeot - Valentigny
- Professeur Gauthier. Malle mystérieuse : Il coupera la tête à un sujet vivant ! (1890)
- Salle Wagram
- Savon Le Chapeau
- Terminus, absinthe bienfaisante
- Terrot et Cie, Dijon, cycles automobiles
- Véritable extrait de viande Liebig (Camis, 1893)
- Vin Pernod Père & Fils
- Voiturette La Mouche

## Conservation
- Cabinet des estampes, Bibliothèque nationale de France (sur Gallica).
- Médiathèque de Chaumont.